# Mandane
|  | Per a altres significats, vegeu «Mandane (desambiguació)». |

Mandane (en llatí Mandane, en grec antic Μανδάνη) era una ciutat de la costa de Cilícia entre Celenderis i el Cap Pisidium. Es trobava només a 7 estadis de Celenderis.
Plini el Vell l'esmenta com a Myanda o Mysanda, i Escílax de Carianda l'anomena a Mius (Μυούς) i la situa entre Nagidos i Celenderis.